# ویکتور کوزنتسوف (مربی کشتی)
ویکتور میخائیلوویچ کوزنتسوف (روسی: Виктор Михайлович Кузнецов؛ زادهٔ ۱۴ دسامبر ۱۹۴۱) کشتی‌گیر سابق و مربی کشتی فرنگی اهل روسیه است. از جمله کارآموزان وی می‌توان به الکساندر کارلین، رومن ولاسوف و ولادیمیر زوبکوف اشاره کرد.
کوزنتسوف در سال ۱۹۵۷ کشتی را آغاز کرد و در ۱۹۶۲ بازنشسته شد و سپس در باشگاه خود، دینامو نووسیبیرسک مربی شد.
وی همچنین برندهٔ جوایزی همچون نشان دوستی شده‌است.